# ماز كاناتا
ماز كاناتا هو شخصية خيالية ظهرت في سلسلة أفلام حرب النجوم لأول مرة في فيلم حرب النجوم: القوة تنهض.